# Begin the Beguine
A Begin the Beguine című népszerű dal, Cole Porter örökzöld szerzeménye. Porter a dalt valahol Kalabahi, Indonézia és a Fidzsi-szigetek között komponálta egy 1935-es csendes-óceáni hajóút során egy óceánjárón. 1935 októberében June Knight mutatta be a Broadway Jubilee című musicalben.
Eleinte a dal nem aratott sikert mind a hossza, mind a szokatlan formája miatt. Bár Josephine Baker 1936-ban táncolt rá, ám ő sem aratott vele sikert. Két évvel később a zenekarvezető Artie Shaw készített egy swing-zenekari verziót, ami végre egy RCA lemezen nagynehezen befutott. Begin the Beguine 1938-ban a legjobban eladott lemez lett, és kitartó Artie Shaw együttesével a csúcsra jutott.
Az 1940-es Broadway Melody című filmben Fred Astaire és Elenaor Powell táncolta el. Rövidesen minden jelentős nagyzenekar felvette (Harry James, Benny Goodman, Tommy Dorsey, Glenn Miller...)
Később Frank Sinatra és Ella Fitzgerald, Elvis Presley is elénekelte. A Begin the Beguine a második világháború idején klasszikussá vált. Max Beckmann 1946-os festményének címe Begin the Beguine és a  University of Michigan Museum of Art 1948-ban megvásárolta a képet).

## Beguine
Maga a beguine egy tánczenei forma; a lassú rumbához hasonlít.

## Híres felvételek
- The Andrews Sisters, Andre Kostelanetz and his Orchestra, Artie Shaw, Dionne Warwick, Ella Fitzgerald, Julio Iglesias, Sammy Davis Jr., Frank Sinatra, Elvis Presley, Xavier Cugat, Karel Gott, Lindy Hop Heaven,... Nagykovácsi Ilona: „Egy kicsi tűz (Begin the beguine)”, a Deák Big Band & Bergendy István.

- Artie Shaw: Beguin The Beguine

## Film
- 1940: Broadway Melody
- 1982: Begin the Beguine (film) – Academy Award for Best Foreign Language Film (1983); Prize of the Ecumenical Jury at the Montreal Film Festival (1982)